# A Good Thing
A Good Thing is een nummer van de Haagse rockband DI-RECT uit 2007. Het is de debuutsingle van hun vierde studioalbum Di-rect.
Het nummer wist de nummer 2-positie te behalen in de Nederlandse Top 40.